# Stilpnia
A Stilpnia  a madarak osztályának verébalakúak (Passeriformes) rendjébe és a tangarafélék (Thraupidae) családjába tartozó nem.
A tangarafélék családját átfogó 2014-ben lezajlott molekuláris DNS analízises vizsgálatok kimutatták, hogy a Tangara nem polifiletikus, így több, apróbb nemre bontották szét. Ennek során  az Ixothraupis, a Chalcothraupis, a Poecilostreptus, a Thraupis és a Stilpnia nemekbe soroltak át a fajok egyrészét. Az átsorolást a szervezetek egy része még nem fogadta el.

## Rendszerezésük
A nemet Kevin J. Burns, Philip Unitt és Nicholas A. Mason írták le 2016-ban, az alábbi fajok tartoznak ide:
- feketefejű tangara (Stilpnia cyanoptera vagy Tangara cyanoptera)
- Stilpnia viridicollis vagy Tangara viridicollis
- Stilpnia phillipsi vagy Tangara phillipsi
- Stilpnia argyrofenges vagy Tangara argyrofenges
- feketesapkás tangara (Stilpnia heinei vagy Tangara heinei)
- aranycsuklyás tangara (Stilpnia larvata vagy Tangara larvata)
- kékfejű tangara (Stilpnia cyanicollis vagy Tangara cyanicollis)
- Stilpnia nigrocincta vagy Tangara nigrocincta
- Stilpnia peruviana vagy Tangara peruviana
- Stilpnia preciosa vagy Tangara preciosa
- Stilpnia meyerdeschauenseei vagy Tangara meyerdeschauenseei
- Stilpnia vitriolina vagy Tangara vitriolina
- fényes tangara (Stilpnia cayana vagy Tangara cayana)
- Stilpnia cucullata vagy Tangara cucullata